# Dallas Observer
Le Dallas Observer est un hebdomadaire digital et papier basé à Dallas au Texas. L'Observer publie quotidiennement en ligne la couverture des actualités locales, des restaurants, de la musique et des arts, ainsi que du journalisme narratif de plus longue ampleur. Une version imprimée est publiée chaque mardi. L'Observer appartient au Voice Media Group depuis janvier 2013.
L'hebdomadaire est membre a reçu des douzaines de récompenses journalistiques locales et nationales, dont deux premières places pour le chroniqueur Jim Schutze aux AAN Awards de 2017. En 1995, la prix H.L. Mencken est remporté par Laura Miller, chroniqueuse pour l'Observer avant de devenir maire de Dallas. En 2007, deux journalistes de l'Observer, Jesse Hyde et Megan Feldman sont finalistes du Livingston Award pour jeunes journalistes.

## Histoire
Le Dallas Observer est créé en octobre 1980 par Ken Kirk, Bob Walton, Jeff Wilmont et Gregg Wurdeman en tant que revue hebdomadaire locale d'art et de cinéma. En 1991, le journal est acheté par New Times Media. En 2005, New Timees achète Village Voice Media et en adopte le nom. En septembre 2012, les directeurs de Village Voice Media, Scott Tobias, Christine Brennan et Jeff Mars rachètent les journaux de leur groupe et y associe des plateformes en ligne et fonde le Voice Media Group.